# 오마리온
오마리온(Omarion, 1984년 11월 12일 - )는 미국의 R&B 가수, 배우, 작곡가, 레코드 프로듀서, 댄서, 그리고 R&B 그룹 B2K의 전 리드 가수이다. 2005년부터 솔로로 활동하고 있다. 본명은 오마리 이쉬마엘 그랜드베리(Omari Ishmael Grandberry)이다. 남동생인 O'Ryan도 가수이다.

## 경력
캘리포니아주 와츠(Watts)에서 7형제의 장남으로서 태어난다. 2001년에 4인조 그룹 B2K의 멤버로 데뷔하였다. 앨범 《B2K》, 《Pandemonium》등이 히트한다. 2004년에 그룹은 해산. 2005년에 솔로로 데뷔해, 데뷔 앨범 《O》가 대히트 하였다. 그래미상에도 노미네이트된다. 2006년 12월, 레코딩 당시의 연령에 연관되는 타이틀의 2nd 앨범 21를 발매하였다.
또 배우로서도 활동해, 영화 유 갓 서브드(You Got Served) 등에 출연하고 있다.

## 디스코그라피
정규 앨범
- O (2005)
- 21 (2006)
- Ollusion (2010)
- M.I.A (2013)
- Sex Playlist (2014)

콜라보레이션 앨범
- Face Off (2007) (with 바우 와우)
- Self Made Vol. 2 (2012) (with Maybach Music Group)

EPs
- Care Package (2012)[1]